# Mohamed Zemmamouche
Mohamed Lamine Zemmamouche (Mila, 19 maart 1985) is een Algerijns voetballer die speelt voor de club USM Alger in de Algerian Championnat National. Hij debuteerde in 2010 in het Algerijns voetbalelftal.

## Clubcarrière
Zemmamouche debuteerde in 2004 op het hoogste niveau in Algerije voor USM Alger, na enkele jaren gevoetbald te hebben in de jeugdopleiding van de club uit Algiers. Zijn debuut vond plaats op 24 mei in het competitieduel tegen WA Tlemcen. In 2009 tekende hij een tweejarig contract bij MC Alger, waar hij in 27 van de 34 wedstrijden speelde. Met Zemmamouche in het elftal werd het kampioenschap behaald en kwalificatie voor de CAF Champions League 2011 afgedwongen. In het daaropvolgende seizoen, wederom als vaste kracht, werd de tiende plaats behaald. In vierentwintig wedstrijden incasseerde hij drieëntwintig tegendoelpunten. Zemmamouche keerde in de zomer van 2011 terug naar USM Alger. Aldaar is hij sindsdien een vaste kracht. Op 29 augustus 2015 speelde Zemmamouche zijn honderdste competitiewedstrijd in dienst van USM Alger, een thuiswedstrijd tegen MC Oran die met 3–2 werd gewonnen.

## Interlandcarrière
Mohamed Zemmamouche maakte zijn debuut in het Algerijns voetbalelftal op 28 januari 2010 in een duel om de African Cup of Nations tegen Egypte (4–0). Hij was opgeroepen voor het toernooi door toenmalig bondscoach Rabah Saâdane als reserve voor Faouzi Chaouchi. In zijn eerste interland speelde hij twee minuten, ter vervanging van de in de 89e minuut met twee gele kaarten van het veld gestuurde Chaouchi. Hij speelde mee in één wedstrijd in de laatste ronde van het kwalificatietoernooi voor het wereldkampioenschap voetbal 2014, waarin het ticket voor het eindtoernooi met een 1–0 overwinning werd veiliggesteld. In 2010 was Zemmamouche de laatste speler die afviel voor de definitieve WK-selectie van Algerije, maar in 2014 maakte hij wederom kans op deelname aan het mondiale toernooi. Op 2 juni werd hij inderdaad opgenomen in de selectie voor het wereldkampioenschap in Brazilië door bondscoach Vahid Halilhodžić. Raïs M'Bolhi was eerste doelman op het toernooi. Zemmamouche kwam niet in actie in de vier wedstrijden van Algerije op het wereldkampioenschap, waaronder de verloren achtste finale tegen latere kampioen Duitsland. In het voorjaar van 2015 beëindigde Zemmamouche zijn interlandcarrière.
| Interlands van Mohamed Zemmamouche voor Algerije | Interlands van Mohamed Zemmamouche voor Algerije | Interlands van Mohamed Zemmamouche voor Algerije | Interlands van Mohamed Zemmamouche voor Algerije | Interlands van Mohamed Zemmamouche voor Algerije | Interlands van Mohamed Zemmamouche voor Algerije | Interlands van Mohamed Zemmamouche voor Algerije |
| №                                                | Datum                                            | Wedstrijd                                        | Uitslag                                          | Soort wedstrijd                                  | Doelpunten                                       |                                                  |
| Als speler bij MC Alger                          | Als speler bij MC Alger                          | Als speler bij MC Alger                          | Als speler bij MC Alger                          | Als speler bij MC Alger                          | Als speler bij MC Alger                          | Als speler bij MC Alger                          |
| ------------------------------------------------ | ------------------------------------------------ | ------------------------------------------------ | ------------------------------------------------ | ------------------------------------------------ | ------------------------------------------------ | ------------------------------------------------ |
| 1.                                               | 28 januari 2010                                  | Algerije – Egypte                                | 0 – 4                                            | Afrikaans kampioenschap                          | 0                                                |                                                  |
| 2.                                               | 30 januari 2010                                  | Nigeria – Algerije                               | 1 – 0                                            | Afrikaans kampioenschap                          | 0                                                |                                                  |
| 3.                                               | 17 november 2010                                 | Luxemburg – Algerije                             | 0 – 0                                            | Vriendschappelijk                                | 0                                                |                                                  |
| Als speler bij USM Alger                         |                                                  |                                                  |                                                  |                                                  |                                                  |                                                  |
| 4.                                               | 12 november 2011                                 | Algerije – Tunesië                               | 1 – 0                                            | Vriendschappelijk                                | 0                                                |                                                  |
| 5.                                               | 19 november 2013                                 | Algerije – Burkina Faso                          | 1 – 0                                            | Kwalificatie WK 2014                             | 0                                                |                                                  |
| 6.                                               | 5 maart 2014                                     | Algerije – Slovenië                              | 2 – 0                                            | Vriendschappelijk                                | 0                                                |                                                  |
| 7.                                               | 31 mei 2014                                      | Algerije – Armenië                               | 3 – 1                                            | Vriendschappelijk                                | 0                                                |                                                  |
| 8.                                               | 15 november 2014                                 | Algerije – Ethiopië                              | 3 – 1                                            | Kwalificatie AK 2015                             | 0                                                |                                                  |

Bijgewerkt op 26 april 2016.

## Erelijst
MC Alger
- Landskampioen

2009/10
 USM Alger
- Beker van Algerije

2012/13
- Supercup van Algerije

2014